# Ciarán di Saighir
Ciarán di Saighir, detto Ciarán il Vecchio e conosciuto anche come Kieran, Kyran, Ceran, Queran, Queranus, Ciarano o Chierano (pronuncia: /kɪ’ɛraːn/, dal gaelico Ciar che significa "scuro"; fl. VI secolo), è stato un vescovo irlandese del VI secolo.

## Biografia
Di sangue reale, nacque in un luogo noto oggi come St. Kieran's Strand, vicino a Capo Clear, all'estremo meridionale dell'Irlanda. È annoverato tra i Dodici apostoli d'Irlanda che studiarono alla scuola di San Finnian di Clonard, benché la cronologia non sia coerente. Dopo avere studiato anche a Tours e a Roma, fu ordinato sacerdote e vescovo e inviato a evangelizzare l'Irlanda. Una leggenda narra che San Patrizio gli avesse regalato una campana e gli avesse chiesto di fondare un monastero nel punto dove la campana avesse suonato la prima volta. Stabilì il suo eremo tra le Slieve Bloom Mountains, dove gli unici suoi compagni erano gli animali selvatici: un cinghiale lo aiutò a costruire il suo primo rifugio.

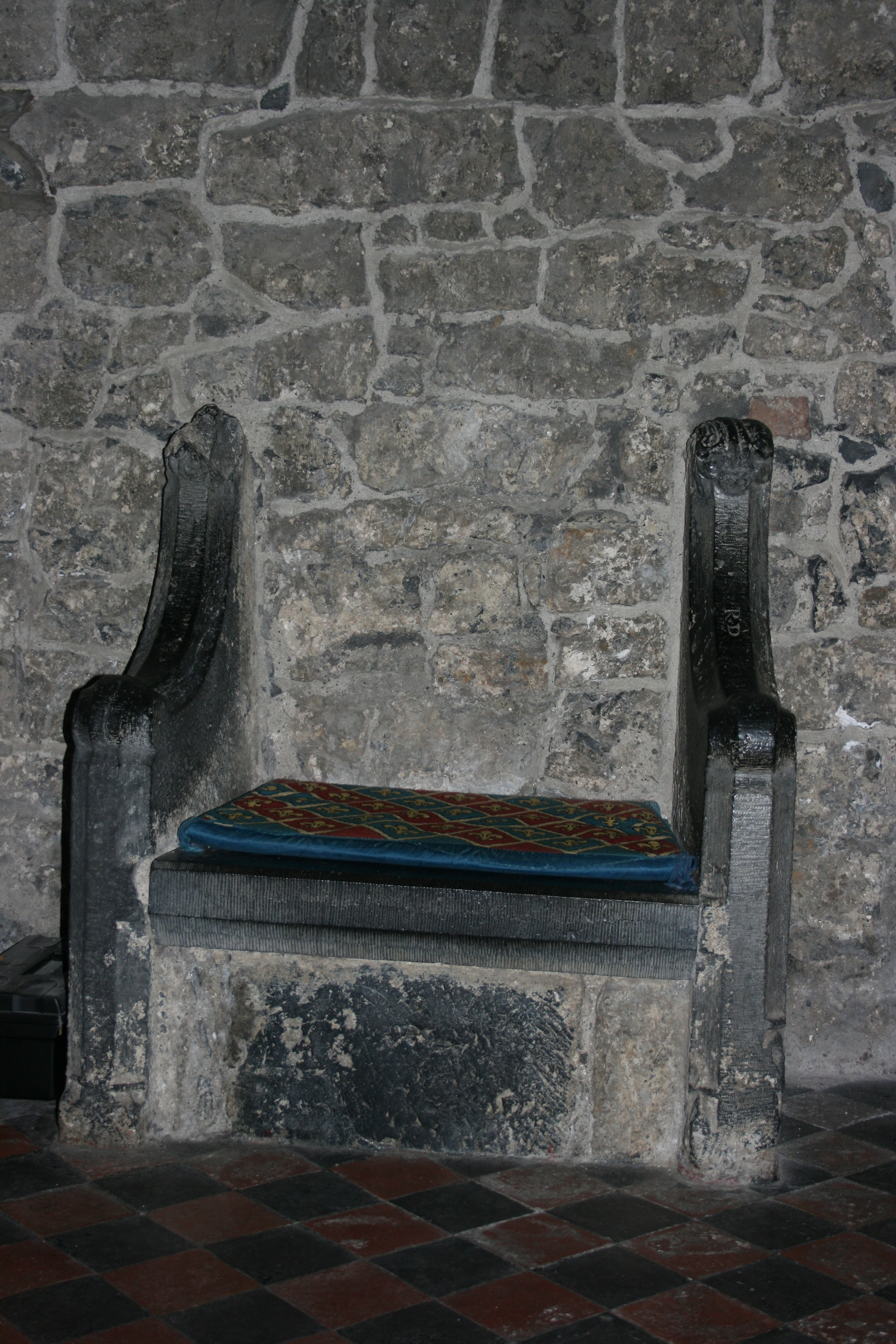
Il trono di san Kieran, conservato nella Cattedrale anglicana di San Canizio a Kilkenny.

## La leggenda
Una leggenda racconta che vedendo un uccellino preda di un falco, pregò che il predatore glielo consegnasse. Il falco lo depositò ai suoi piedi sanguinante e l'uccellino guarì miracolosamente. Con il passare del tempo Ciarán raccolse dei seguaci con i quali fondò il monastero di Seir-Kieran (Saighir), vicino a Ossory, nella contea di Offaly, che divenne anche il luogo di sepoltura dei re di Ossory. Vicino al suo monastero, sua madre Liadan costruì un altro convento. Tra i suoi miracoli si ricorda la resurrezione di sette suonatori d'arpa, uccisi da dei briganti, che per riconoscenza si unirono al monastero. Durante un contrasto con il re Ailill, per punizione lo rese muto per una settimana. San Ciarán di Saighir viene spesso confuso con san Pirano di Cornovaglia. Nella cattedrale anglicana di San Canizio, a Kilkenny, è conservato un seggio di pietra detto "il trono di San Kieran".

## Culto
È venerato come santo dalla Chiesa cattolica, che lo commemora il 5 marzo.